# Martinho Costa
Martinho Costa (Fátima, 1977) é um pintor português licenciado em Artes-Plásticas - Pintura, pela Faculdade de Belas-Artes de Lisboa, em 2002. Em 2003 completa o Mestrado em Teoria y Prática de las Artes Plásticas Contemporâneas na Universidad Complutense de Madrid.

## Biografia
Vive e trabalha em Lisboa. O seu trabalho em pintura reparte-se sobre múltiplos suportes que vão desde a pintura de atelier sobre tela, ao fabrico de livros de pintura pintados em edições únicas, bem como em intervenções pictóricas no espaço exterior.
Estes vários suportes sobre os quais tem vindo a multiplicar a sua prática artística, têm em comum o uso de imagens prévias que servem de modelos à sua pintura. Trata-se de um processo de transformação de motivos que nos rodeiam na actualidade, a partir de um ponto de vista que tem em conta uma investigação da larga história da arte. Tentando actualizar os temas maiores e géneros que configuram a densa tradição da pintura.
É representado pela Galeria das Salgadeiras (Lisboa), e pela Galería Silvestre (Madrid).

## Exposições

#### Individuais
2021. “Caroços”. Galeria Municipal de Montemor-o-Novo. Montemor-o-Novo.
2021. “Casa”. Com Rui Macedo, Casa da Avenida. Setúbal.
2020. “Viewfinder”. Galeria do Parque. Vila Nova da Barquinha.
2020. “Testigo”. Galeria Silvestre. Madrid.
2019. “4 Cortinas”. Estação Sul e Sueste. Mercado Primeiro de Maio. Barreiro.
2018. “Gradient Tool”, Museu Soares dos Reis. Porto.
2017. “Terra de Sombra Queimada”. Galeria Silvestre. Madrid.
2017. “Art Santander 2017”. Project Room. Galeria Silvestre. Santander.
2016. “Folding Screen”. DA2 Salamanca “Layer 0”. Galeria 111. Lisboa.
2016. “Casal da Cega in Dub”. Galeria Vera Cruz. Aveiro.
2016. “Baixas Frequências”. Galeria Silvestre. Tarragona.
2015. “Todos os Dias Saio Por Um Caminho Diferente”. Galeria Silvestre. Madrid.
2015. “Pedra”. Project Room. Just Mad 6. Madrid.
2014. “Unnecessary Repetition of Meaning”. Galeria Silvestre. Tarragona. 
2014. “Les Statues Meurent Aussi”. Galeria 111. Lisboa  
2012. "Thumbnails”. Galeria WHO. Lisboa. 
2012. “A Primeira Pedra”. Galeria Má Arte. Aveiro.  
2011. “O Diário de Robert Stern”. Galeria 111. Lisboa e Porto.  
2009. “Reconstrução”. Espaço Arte Tranquilidade. Lisboa.  
2008. “Ruína”. Galeria 111. Lisboa e Porto.  
2007. “Poeira”. Espaço Living Room. MCO. Porto.
2007. “Völkerwanderung”. Centro de Artes de Sines. Sines.  
2005. “Máquina de Campanha”. Sopro. Projecto de Arte Contemporânea. Lisboa.  
2004. “GRAN TURISMO”. Sopro. Projecto de Arte Contemporânea. Lisboa.

#### Coletivas
2020. Drawing Room. Sociedade Nacional de Belas Artes. Lisboa.
2019. Drawing Room. Galeria Silvestre. Lisboa.
2019. “Trabalho Capital”. (Curadoria de Paulo Mendes). Centro de Arte Oliva. São João da Madeira.
2019. “Studiolo XXI” (Curadoria de Maria de Fátima Lambert). Fundação Eugénio de Almeida. Évora.
2018. “A Arte de Furtar”. Pavilhão 28. Lisboa. 
2018. “Variations Portugueses”. Centre Art Contemporain de Meymac. França. 
2018. XX Bienal de Cerveira. Cerveira.
2017. “Pinturas”. Com Daniel Vasconcelos Melim e António Melo. Galeria Monumental. Lisboa.
2016.“Gente, Cem Anos de Representação Humana na Coleção Manuel de Brito”. CAMB. Algés.
2016. “10º Prémio Amadeo de Souza Cardoso”. Museu Municipal Amadeo de Souza-Cardoso.
2015. “Positions”. Galeria Silvestre. Berlim. Alemanha.
2015. Just Mad 6. Project Room. Madrid. Espanha.
2015. “Viagem” Casa da Cerca. Almada.
2013. “Entre as Margens - Representações de Engenharia na Arte Portuguesa”. Museu Nacional Soaresdos Reis. Porto. 
2013. “5 Artistas em Sintra”. (Com Luís Nobre) Next room. Lisboa.
2012. “Narrações Fragmentadas”. Galeria Liebre. Madrid. 
2012. “O Fim do Mundo”. Abbaye de Neumunster. Luxemburgo.
2011. “Fontainebleau”. Feira Internacional de Arte Contemporânea - Espaço Propostas. Galeria 111. Lisboa. 
2011. “Arca de Noé”. Centro de Arte Manuel de Brito. Algés.  
2010. “Res Publica 1910 2010 Face a Face”. Fundação Calouste Gulbenkian. Lisboa
2010. “V-A-B Festival”. Velha-a-Branca, Braga. 
2010. “Vestigio”. Pav Júlio Matos. Lisboa.  
2009. “A Imagem Seguinte”. Espaço Arte Tranquilidade. Lisboa.
2009. “Em Bragança, Apontamentos de Arte Contemporânea”. Centro de Arte Contemporânea GraçaMorais. Bragança.
2009. “Opções e Futuros #4”. Obras da Colecção da Fundação PLMJ. Fundação PLMJ. Lisboa.
2008. “A Cabine do Amador”. Espaço Avenida 211. Lisboa.
2007. “Balelatino”. Sopro — Projecto de Arte Contemporânea. Basileia.
2007. Prémio Fidelidade Jovens Pintores. Culturgest. Lisboa.
2007. “Paisagem e Limiar”. Sociedade Guilherme Cossoul. Lisboa.
2006. “O Espelho de Ulisses”. Centro de Artes de São João da Madeira.
2004. “Abril”. Castellana Art Gallery. Madrid.
2004. “Los Parramones”. Galeria Parthenon. Lisboa.
2003. “Exposição Máster en Contemporáneo”. Universidad Complutense. Madrid.
2003. 1ª Muestra de Videocreación. Espacio ECCA. Madrid.

## Coleções
Colecção Opway, Lisboa
Colecção Manuel de Brito, Lisboa
Fundação PLMJ, Lisboa
Colecção Associação Industrial Portuguesa, Lisboa

## Livros coletivos
2022. “Untitled”. Galeria das Salgadeiras.